# Розалія Міра
Розалія Міра (ісп. Rosalía Mera; 28 січня 1944 — 15 серпня 2013) — іспанська підприємиця і громадська діячка, найбагатша жінка Іспанії, співвласниця бренду Zara. За даними Forbes статок Розалії Міра оцінювався в 6,7 мільярдів доларів. Засновниця благодійного фонду Paideia.

## Біографія
Народилася 28 січня 1944 року в Ла-Коруньї. Професію швачки освоїла в 11 років. Кар'єру в модельному бізнесі почала з 13 років. У 1963 році з Амансіо Ортегою (з яким одружилася в 1966 році) заснувала групу Inditex. У 1986 році розлучилася, але залишилася в бізнесі. У 2004 році Розалія Міра вийшла з ради директорів Inditex. У власності Міра належали 7 % акцій холдингу.
Крім модельного бізнесу, Міра мала фермерське господарство з розведення морської риби, компанію з розробки онкологічних медикаментів та інвестувала в виробника систем дактилоскопування новонароджених. У рейтингу Forbes вона була найбагатшою жінкою, що побудувала свій бізнес з нуля.
Влітку 2013 року під час відпочинку на острові Менорка пережила інсульт. Приватний літак доставив Міру в приватну клініку в Ла-Коруньї, де вона померла від зупинки серця 15 серпня 2013 року. Похована на цвинтарі церкви Santa Eulalia de Lians муніципалітету Олейрос (Ла-Корунья).